# Harpochilus phacocarpus
Harpochilus phacocarpus är en akantusväxtart som beskrevs av Christian Gottfried Daniel Nees von Esenbeck. Harpochilus phacocarpus ingår i släktet Harpochilus och familjen akantusväxter. Inga underarter finns listade i Catalogue of Life.